# Qotchanès
Pour les articles homonymes, voir Konak.
Qotchanès ou Qodshanès (en syriaque : ܩܘܕܫܢܝܣ, en kurde : Qotshani, et en turc : Konak) est un ancien village assyro-chaldéen situé dans le district de Hakkari de la province du même nom (aujourd'hui en Turquie).
Aujourd'hui en ruine (seule reste debout l'église patriarcale construite en 1689 et dédiée à Mar Shalita et où furent enterrés sept patriarches), il est un des symboles de l'exode des Assyro-Chaldéens vivant dans la région au cours du XXe siècle.
Qotchanès fut le siège du patriarcat de l'Église de l'Orient (lignée Shimun) du XVIIe siècle jusqu'en 1915, date à laquelle le génocide assyrien contraignit les fidèles à se réfugier en Irak et en Iran. Le patriarche Simon XIX Benjamin se réfugia en Iran. Il fut assassiné en 1918 à Korneh-Shar (Iran), par le chef kurde Agha Ismail Simko.

## Localisation
Le village est situé dans le massif montagneux du Hakkiari (au nord de Hakkari), dans le sud-est de la Turquie moderne, près de la rivière du Grand Zab.

## Histoire
Selon la tradition, c'est à l'époque des invasions meurtrières de Tamerlan au XIVe siècle que le patriarche de l'Église de l'Orient (dite assyrienne) se réfugie avec une partie de son peuple dans les montagnes du Hakkiari, peu accessibles, et installe sa résidence dans ce village. C'est pourquoi il est appelé « le patriarcat des Montagnes ». Le village est situé à 20 kilomètres au nord de la ville moderne de Hakkari. Depuis 1915 et le génocide assyrien perpétré par l'État ottoman, la région est dépeuplée et les villages environnants sont en ruines. Le village a été repeuplé par des Kurdes dans les années 1920, mais ils ont tous quitté le village, aujourd'hui désert, au début des années 1990.
Qotchanès était donc le siège de l'Église apostolique assyrienne de l'Orient, siège tenu du XVIIe siècle, jusqu'en 1915 par la famille Shimunaya (Simon), d'oncle à neveu, ou de frère aîné à frère puiné. Après 1915, les Assyriens se réfugient à l'est dans les confins occidentaux de la Perse (aujourd'hui Iran), ainsi que dans des grandes villes syriennes (Alep, Damas, etc.) et au nord de la Syrie et de l'Irak actuels, la Mésopotamie d'alors étant sous mandat britannique. Le dernier patriarche ayant « régné » à Qotchanès est Simon XXI qui fut assassiné en Perse en 1918 par les milices d'un émir kurde. Il s'était tout de suite enfui de Qotchanès avec ses habitants, lorsque les troupes russes se sont retirées de la région devant l'avancée des troupes turco-kurdes qui provoquèrent le génocide assyrien.
L'église et le modeste monastère de Mar Shalita servaient comme siège du patriarcat. Le premier voyageur européen qui décrivit cette petite théocratie oubliée du monde fut l'Allemand Friedrich Eduard Schulz (1799-1829) qui découvrit ce pays montagneux en 1826. Son récit publié en 1829 fit sensation. Les voyageurs européens de la fin du XIXe siècle ont qualifié de « décevante » la collection de livres et manuscrits conservés au monastère, avoisinant le nombre de soixante-dix volumes, cependant l'un d'entre eux était exceptionnel, la copie unique du Liber Heraclidis de Nestorius (XIIe siècle). Elle a disparu en 1899. L'Américain John H. Shedd († 1895) en a fait une copie appelée Manuscrit (O) transféré à Urmia et le prêtre local Osha na Sarau († 1915) a pu en faire une copie à Qotchanès, appelé Manuscrit (U). Différentes copies de la fin du XIXe siècle et du début du XXe siècle ont pu être transcrites et traduites en Europe occidentale, ainsi celle de Heinrich Goussen qui se trouve aujourd'hui à Strasbourg (MS 4119). Une autre copie acquise par le R.P. Paul Bedjan est désormais perdue.
Le monastère possédait aussi une copie de l'Histoire de Mar Yahballaha III et de Rabban Bar Sauma (ces derniers moines nestoriens nés en Chine qui firent un long voyage jusqu'à Bagdad et même jusqu'en occident pour le second) et un manuscrit de rites funéraires (rites funéraires, VJ 1765) dû au catholicos-patriarche Simon XV (1740-1780) qui se trouve aujourd'hui à Saint-Pétersbourg.
Seule l'église de Mar Shalita, construite en 1689, est encore debout, tout le reste étant en ruines. Le monastère comprend encore une partie de sa structure. Il était appelé en syriaque Dêra Spî ou en turc Beyaz Kilisesi (ce qui signifie: «l'église blanche»). Le monastère principal Mar Shalita est un édifice de pierre relativement modeste, avec de petites fenêtres et ouvertures, de plan rectangulaire, le toit étant soutenu en grande partie par des arcs ; l'église, dont l'intérieur est aujourd'hui totalement dévasté, possède pratiquement incluse à l'édifice principal une paire d'ermitages : l'un qui se trouve au nord et l'autre qui se trouve au sud. Elle est divisée en une partie sud, qui servait d'église d'été, et une partie nord, plus large, qui servait d'église d'hiver; c'est du côté ouest de cette dernière que se trouvaient les tombeaux des patriarches. Les Britanniques W.A et E.T.A. Wigram en ont publié le plan et la description en 1914. À quelques kilomètres, une annexe du monastère à l'apparence d'une petite forteresse, semble faire le guet.